# Zoropsis coreana
Zoropsis coreana är en spindelart som beskrevs av Paik 1978. Zoropsis coreana ingår i släktet Zoropsis och familjen Zoropsidae. Inga underarter finns listade i Catalogue of Life.